# Georges Glatz
Pour les articles homonymes, voir Glatz.
Georges Glatz, né le 10 septembre 1946, est un ancien journaliste, une personnalité politique vaudoise du Parti démocrate-chrétien et un militant des droits de l'enfant au sein de l'association qu'il a fondée, le Comité International pour la Dignité de l'Enfant. Il a été membre des conseils de Terre des Hommes et du Comité international contre la piraterie en mer de Chine.

## Biographie
Il est d'abord journaliste à la Radio suisse romande, pour laquelle il reçoit plusieurs prix internationaux,  puis à Temps présent,.
Il fonde et préside l'association le Comité International pour la Dignité de l'Enfant (CIDE).
En 1992 il devient délégué cantonal à l'enfance maltraitée grâce à la réputation qu'il a acquise dans le domaine.
En 1998 il est élu au Grand Conseil du canton de Vaud.
Il a été conseiller municipal de la ville de Lausanne.
Dans le cadre de son activité au sein du CIDE, il a participé à l'émission de télévision Viols d'enfants : la fin du silence ? où il a confirmé avoir entendu dire qu'il y avait « en France, des sacrifices et de charniers d'enfants ». Il a depuis été invité à prendre la parole sur les sujets touchant à la pédo-criminalité et à la dignité de l'enfant dans les médias.
Vers 2002, le Comité International pour la Dignité de l'Enfant a servi à une trentaine de femmes de France à se soustraire à la justice française qui les poursuit pour non-présentation d'enfant à des pères qu'elles accusent de pédophilie. L'affaire engendre des tensions politiques entre la France et la Suisse, elle contribue à la mise à l'écart de Georges Glatz du Service de protection de la jeunesse du canton de Vaud où il était directeur adjoint, et vaut à Georges Glatz une inculpation de complicité d'enlèvement de personnes de moins de 16 ans. Il est acquitté de cette inculpation par le Tribunal de police d'Yverdon le 22 octobre 2004.

## Photographie
Georges Glatz a également ramené de ses nombreux voyages (Inde, Vietnam, Cambodge, Tchad, …) des photos marquantes de drames dont il a été témoin, qui ont été publiées par la presse. En 2006, il choisit de consacrer une grande partie de son temps à la photographie. Pendant une dizaine d'années une série d'expositions présentent son travail au public et un ouvrage est publié en 2015.